# Record nord-centroamericani e caraibici di atletica leggera
I record nord-centroamericani e caraibici di atletica leggera rappresentano le migliori prestazioni di atletica leggera stabilite dagli atleti delle nazioni appartenenti alla federazione nord-centroamericana e caraibica di atletica leggera.

## Record NACAC

### Maschili
Statistiche aggiornate al 15 giugno 2023.
| 100 m piani                           | 9"58 (+0,9 m/s) | Usain Bolt                                                              | Giamaica                               | 16 agosto 2009    | Berlino, Germania                          |         |        |             |         |
| 200 m piani                           | 19"19 (-0,3 m/s) | Usain Bolt                                                              | Giamaica                               | 20 agosto 2009    | Berlino, Germania                          |         |        |             |         |
| 400 m piani                           | 43"18 | Michael Johnson                                                         | Stati Uniti                            | 26 agosto 1999    | Siviglia, Spagna                           |         |        |             |         |
| 800 m piani                           | 1'42"34 | Donavan Brazier                                                         | Stati Uniti                            | 1º ottobre 2019   | Doha, Qatar                                |         |        |             |         |
| 1 000 m piani                         | 2'13"9(m) | Rick Wohlhuter                                                          | Stati Uniti                            | 30 luglio 1974    | Oslo, Norvegia                             |         |        |             |         |
| 1 500 m piani                         | 3'29"02 | Yared Nuguse                                                            | Stati Uniti                            | 15 giugno 2023    | Oslo, Norvegia                             |         |        |             |         |
| Miglio                                | 3'46"91 | Alan Webb                                                               | Stati Uniti                            | 21 luglio 2007    | Brasschaat, Belgio                         |         |        |             |         |
| 2 000 m piani                         | 4'52"44 | Jim Spivey                                                              | Stati Uniti                            | 15 settembre 1987 | Losanna, Svizzera                          |         |        |             |         |
| 3 000 m piani                         | 7'28"48 | Grant Fisher                                                            | Stati Uniti                            | 10 agosto 2022    | Principato di Monaco                       |         |        |             |         |
| 5 000 m piani                         | 12'46"96 | Grant Fisher                                                            | Stati Uniti                            | 2 settembre 2022  | Bruxelles, Belgio                          |         |        |             |         |
| 5 km (strada)                         | 13'18" | Armando Quintanilla                                                     | Messico                                | 31 marzo 1996     | Carlsbad, Stati Uniti d'America            |         |        |             |         |
| 10 000 m piani                        | 26'33"84 | Grant Fisher                                                            | Stati Uniti                            | 6 marzo 2022      | San Juan Capistrano, Stati Uniti d'America |         |        |             |         |
| 10 km (strada)                        | 27'41" | Arturo Barrios                                                          | Messico                                | 1º marzo 1986     | Phoenix, Stati Uniti d'America             |         |        |             |         |
| 20 000 m piani                        | 56'55"6(m +) | Arturo Barrios                                                          | Messico                                | 30 marzo 1991     | La Flèche, Francia                         |         |        |             |         |
| 1 ora                                 | 21 101 m | Arturo Barrios                                                          | Messico                                | 30 marzo 1991     | La Flèche, Francia                         |         |        |             |         |
| Mezza maratona                        | 59'43" | Ryan Hall                                                               | Stati Uniti                            | 14 gennaio 2007   | Houston, Stati Uniti d'America             |         |        |             |         |
| 25 000 m piani                        | 1h14'11"8(m +) | Bill Rodgers                                                            | Stati Uniti                            | 21 febbraio 1979  | Saratoga, Stati Uniti d'America            |         |        |             |         |
| 30 000 m piani                        | 1h31'48"9(m) | Bill Rodgers                                                            | Stati Uniti                            | 21 febbraio 1979  | Saratoga, Stati Uniti d'America            |         |        |             |         |
| Maratona                              | 2h05'36" | Cameron Levins                                                          | Canada                                 | 5 marzo 2023      | Tokyo, Giappone                            |         |        |             |         |
| 100 km (strada)                       | 6h27'43" | Max King                                                                | Stati Uniti                            | 21 novembre 2014  | Doha, Qatar                                |         |        |             |         |
| 3 000 m siepi                         | 8'00"45 | Evan Jager                                                              | Stati Uniti                            | 4 luglio 2015     | Saint-Denis, Francia                       |         |        |             |         |
| 110 m ostacoli                        | 12"80 (+0,3 m/s) | Aries Merritt                                                           | Stati Uniti                            | 7 settembre 2012  | Bruxelles, Belgio                          |         |        |             |         |
| 400 m ostacoli                        | 46"17 | Rai Benjamin                                                            | Stati Uniti                            | 3 agosto 2021     | Tokyo, Giappone                            |         |        |             |         |
| Salto in alto                         | 2,45 m | Javier Sotomayor                                                        | Cuba                                   | 27 luglio 1993    | Salamanca, Spagna                          |         |        |             |         |
| Salto con l'asta                      | 6,06 m | Sam Kendricks                                                           | Stati Uniti                            | 27 luglio 2019    | Des Moines, Stati Uniti d'America          |         |        |             |         |
| Salto in lungo                        | 8,95 m (+0,3 m/s) | Mike Powell                                                             | Stati Uniti                            | 30 agosto 1991    | Tokyo, Giappone                            |         |        |             |         |
| Salto triplo                          | 18,21 m (+0,2 m/s) | Christian Taylor                                                        | Stati Uniti                            | 27 agosto 2015    | Pechino, Cina                              |         |        |             |         |
| Getto del peso                        | 23,56 m | Ryan Crouser                                                            | Stati Uniti                            | 27 maggio 2023    | Los Angeles, Stati Uniti d'America         |         |        |             |         |
| Lancio del disco                      | 71,32 m | Ben Plucknett                                                           | Stati Uniti                            | 4 giugno 1983     | Eugene, Stati Uniti d'America              |         |        |             |         |
| Lancio del martello                   | 82,71 m | Rudy Winkler                                                            | Stati Uniti                            | 20 giugno 2021    | Eugene, Stati Uniti d'America              |         |        |             |         |
| Lancio del giavellotto                | 93,07 m | Anderson Peters                                                         | Grenada                                | 13 maggio 2022    | Doha, Qatar                                |         |        |             |         |
| Decathlon                             | 9 045 punti | Ashton Eaton                                                            | Stati Uniti                            | 29 agosto 2015    | Pechino, Cina                              |         |        |             |         |
| Decathlon                             | \| 100 m (v.) \| Lungo (v.) \| Peso \| Alto \| 400 m \| 110 m hs (v.) \| Disco \| Asta \| Giavellotto \| 1500 m \| \| ---------------- \| ---------------- \| ------- \| ------ \| ----- \| ---------------- \| ------- \| ------ \| ----------- \| ------- \| \| 10"23 (-0,4 m/s) \| 7,88 m (0,0 m/s) \| 14,52 m \| 2,01 m \| 45"00 \| 13"69 (-0,2 m/s) \| 43,34 m \| 5,20 m \| 63,63 m \| 4'17"52 \| |                                                                         |                                        |                   |                                            |         |        |             |         |
| Marcia 10 000 m (pista)               | 38'26"4(m) | Daniel García                                                           | Messico                                | 17 maggio 1997    | Sønder Omme, Danimarca                     |         |        |             |         |
| Marcia 20 000 m (pista)               | 1h17'25"6(m) | Bernardo Segura                                                         | Messico                                | 7 maggio 1994     | Fana, Norvegia                             |         |        |             |         |
| Marcia 20 km (strada)                 | 1h17'46" | Julio René Martínez                                                     | Guatemala                              | 8 maggio 1999     | Eisenhüttenstadt, Germania                 |         |        |             |         |
| Marcia 30 000 m (pista)               | 2h04'55"5(m) | Guillaume LeBlanc                                                       | Canada                                 | 16 giugno 1990    | Sept-Îles, Canada                          |         |        |             |         |
| Marcia 35 km (strada)                 | 2h25'02" | Evan Dunfee                                                             | Canada                                 | 24 luglio 2022    | Eugene, Stati Uniti d'America              |         |        |             |         |
| Marcia 50 000 m (pista)               | 3h41'38"4(m) | Raúl González Rodríguez                                                 | Messico                                | 25 maggio 1979    | Fana, Norvegia                             |         |        |             |         |
| Marcia 50 km (strada)                 | 3h41'09" | Erick Barrondo                                                          | Guatemala                              | 23 marzo 2013     | Dudince, Slovacchia                        |         |        |             |         |
| Staffetta 4×100 m                     | 36"84 | Nesta Carter Michael Frater Yohan Blake Usain Bolt                      | Giamaica Squadra nazionale             | 11 agosto 2012    | Londra, Regno Unito                        |         |        |             |         |
| Staffetta 4×200 m                     | 1'18"63 | Nickel Ashmeade Warren Weir Jermaine Brown Yohan Blake                  | Giamaica Squadra nazionale             | 24 maggio 2014    | Nassau, Bahamas                            |         |        |             |         |
| Staffetta 4×400 m                     | 2'54"29 | Andrew Valmon Quincy Watts Butch Reynolds Michael Johnson               | Stati Uniti Squadra nazionale          | 22 agosto 1993    | Stoccarda, Germania                        |         |        |             |         |
| Staffetta 4×800 m                     | 7'02"82 | Jebreh Harris David Krummenacker Samuel Burley Khadevis Robinson        | Stati Uniti Squadra nazionale          | 25 agosto 2006    | Bruxelles, Belgio                          |         |        |             |         |
| Staffetta 4×1 500 m                   | 14'34"97 | Evan Jager Grant Fisher Sean McGorty Lopez Lomong                       | Stati Uniti Nike/Bowerman Track Club B | 31 luglio 2020    | Portland, Stati Uniti d'America            |         |        |             |         |
| Staffetta su strada                   | 1h59'08" | Ryan Hall Matt Gonzales Ian Dobson Brian Sell Fernando Cabada Josh Moen | Stati Uniti Squadra nazionale          | 23 novembre 2005  | Chiba, Giappone                            |         |        |             |         |
| Staffetta mista (1200+400+800+1600 m) | 9'15"50 | Kyle Merber Brycen Spratling Brandon Johnson Ben Blankenship            | Stati Uniti Squadra nazionale          | 3 maggio 2015     | Nassau, Bahamas                            |         |        |             |         |
| 100 m (v.)                            | Lungo (v.) | Peso                                                                    | Alto                                   | 400 m             | 110 m hs (v.)                              | Disco   | Asta   | Giavellotto | 1500 m  |
| 10"23 (-0,4 m/s)                      | 7,88 m (0,0 m/s) | 14,52 m                                                                 | 2,01 m                                 | 45"00             | 13"69 (-0,2 m/s)                           | 43,34 m | 5,20 m | 63,63 m     | 4'17"52 |

### Femminili
Statistiche aggiornate al 23 luglio 2023.
| Specialità                            | Prestazione | Atleta                                                                                           | Nazione                              | Data              | Luogo                                      |         |
| ------------------------------------- | --- | ------------------------------------------------------------------------------------------------ | ------------------------------------ | ----------------- | ------------------------------------------ | ------- |
| 100 m piani                           | 10"49 (0,0 m/s) | Florence Griffith-Joyner                                                                         | Stati Uniti                          | 16 luglio 1988    | Indianapolis, Stati Uniti d'America        |         |
| 200 m piani                           | 21"34 (+1,3 m/s) | Florence Griffith-Joyner                                                                         | Stati Uniti                          | 29 settembre 1988 | Seul, Corea del Sud                        |         |
| 400 m piani                           | 48"36 | Shaunae Miller-Uibo                                                                              | Bahamas                              | 6 agosto 2021     | Tokyo, Giappone                            |         |
| 800 m piani                           | 1'54"44 | Ana Fidelia Quirot                                                                               | Cuba                                 | 9 settembre 1989  | Barcellona, Spagna                         |         |
| 1 000 m piani                         | 2'31"80 | Regina Jacobs                                                                                    | Stati Uniti                          | 3 luglio 1999     | Brunswick, Stati Uniti d'America           |         |
| 1 500 m piani                         | 3'54"99 | Shelby Houlihan                                                                                  | Stati Uniti                          | 5 ottobre 2019    | Doha, Qatar                                |         |
| Miglio                                | 4'16"35 | Nikki Hiltz                                                                                      | Stati Uniti                          | 21 luglio 2023    | Principato di Monaco                       |         |
| 2 000 m piani                         | 5'32"7(m) | Mary Decker                                                                                      | Stati Uniti                          | 3 agosto 1984     | Eugene, Stati Uniti d'America              |         |
| 3 000 m piani                         | 8'25"70(i) | Karissa Schweizer                                                                                | Stati Uniti                          | 27 febbraio 2020  | Boston, Stati Uniti d'America              |         |
| 5 000 m piani                         | 14'19"45 | Alicia Monson                                                                                    | Stati Uniti                          | 23 luglio 2023    | Londra, Regno Unito                        |         |
| 5 km (strada)                         | 14'50" | Molly Huddle                                                                                     | Stati Uniti                          | 18 aprile 2015    | Boston, Stati Uniti d'America              |         |
| 10 000 m piani                        | 30'30"82 | Alicia Monson                                                                                    | Stati Uniti                          | 4 marzo 2023      | San Juan Capistrano, Stati Uniti d'America |         |
| 10 km (strada)                        | 30'52" | Shalane Flanagan                                                                                 | Stati Uniti                          | 26 giugno 2016    | Boston, Stati Uniti d'America              |         |
| Mezza maratona                        | 1h06'52" | Emily Sisson                                                                                     | Stati Uniti                          | 15 gennaio 2023   | Houston, Stati Uniti d'America             |         |
| Maratona                              | 2h18'29" | Emily Sisson                                                                                     | Stati Uniti                          | 9 ottobre 2022    | Chicago, Stati Uniti d'America             |         |
| 100 km (strada)                       | 7h00'48" | Ann Trason                                                                                       | Stati Uniti                          | 16 settembre 1995 | Winschoten, Paesi Bassi                    |         |
| 3 000 m siepi                         | 8'57"77 | Courtney Frerichs                                                                                | Stati Uniti                          | 21 agosto 2021    | Eugene, Stati Uniti d'America              |         |
| 100 m ostacoli                        | 12"20 (+0,3 m/s) | Kendra Harrison                                                                                  | Stati Uniti                          | 22 luglio 2016    | Londra, Regno Unito                        |         |
| 400 m ostacoli                        | 50"68 | Sydney McLaughlin                                                                                | Stati Uniti                          | 22 luglio 2022    | Eugene, Stati Uniti d'America              |         |
| Salto in alto                         | 2,05 m | Chaunté Lowe                                                                                     | Stati Uniti                          | 26 giugno 2010    | Des Moines, Stati Uniti d'America          |         |
| Salto con l'asta                      | 5,02 m(i) | Jennifer Suhr                                                                                    | Stati Uniti                          | 2 marzo 2013      | Albuquerque, Stati Uniti d'America         |         |
| Salto in lungo                        | 7,49 m (+1,3 m/s) | Jackie Joyner-Kersee                                                                             | Stati Uniti                          | 22 maggio 1994    | New York, Stati Uniti d'America            |         |
| Salto in lungo                        | 7,49 m (+1,7 m/s) | Jackie Joyner-Kersee                                                                             | Stati Uniti                          | 31 luglio 1994    | Sestriere, Italia                          |         |
| Salto triplo                          | 15,29 m (+0,3 m/s) | Yamilé Aldama                                                                                    | Cuba                                 | 11 luglio 2003    | Roma, Italia                               |         |
| Getto del peso                        | 20,96 m | Belsy Laza                                                                                       | Cuba                                 | 2 maggio 1992     | Città del Messico, Messico                 |         |
| Lancio del disco                      | 71,46 m | Valarie Allman                                                                                   | Stati Uniti                          | 8 aprile 2022     | San Diego, Stati Uniti d'America           |         |
| Lancio del martello                   | 80,31 m | DeAnna Price                                                                                     | Stati Uniti                          | 26 giugno 2021    | Eugene, Stati Uniti d'America              |         |
| Lancio del giavellotto                | 71,70 m | Osleidys Menéndez                                                                                | Cuba                                 | 14 agosto 2005    | Helsinki, Finlandia                        |         |
| Eptathlon                             | 7 291 punti | Jackie Joyner-Kersee                                                                             | Stati Uniti                          | 24 settembre 1988 | Seul, Corea del Sud                        |         |
| Eptathlon                             | \| 100 m hs (v.) \| Alto \| Peso \| 200 m (v.) \| Lungo (v.) \| Giavellotto \| 800 m \| \| ---------------- \| ------ \| ------- \| ---------------- \| ----------------- \| ----------- \| ------- \| \| 12"69 (+0,8 m/s) \| 1,86 m \| 15,80 m \| 22"56 (+1,6 m/s) \| 7,27 m (+0,7 m/s) \| 45,66 m \| 2'08"51 \| |                                                                                                  |                                      |                   |                                            |         |
| Marcia 10 000 m (pista)               | 44'13"88 | Alegna González                                                                                  | Messico                              | 14 luglio 2018    | Tampere, Finlandia                         |         |
| Marcia 10 km (strada)                 | 42'42" | Graciela Mendoza                                                                                 | Messico                              | 25 maggio 1997    | Naumburg, Germania                         |         |
| Marcia 20 000 m (pista)               | 1h31'53"72 | Mirna Ortíz                                                                                      | Guatemala                            | 8 agosto 2014     | Città del Guatemala, Guatemala             |         |
| Marcia 20 km (strada)                 | 1h26'17" | María Guadalupe González                                                                         | Messico                              | 7 maggio 2016     | Roma, Italia                               |         |
| Marcia 35 km (strada)                 | 2h49'29" | Robyn Stevens                                                                                    | Stati Uniti                          | 23 aprile 2022    | Dudince, Slovacchia                        |         |
| Marcia 50 km (strada)                 | 4h13'56" | Mirna Ortíz                                                                                      | Guatemala                            | 24 febbraio 2019  | Città del Guatemala, Guatemala             |         |
| Staffetta 4×100 m                     | 40"82 | Tianna Bartoletta Allyson Felix Bianca Knight Carmelita Jeter                                    | Stati Uniti Squadra nazionale        | 10 agosto 2012    | Londra, Regno Unito                        |         |
| Staffetta 4×200 m                     | 1'27"46 | Marion Jones Nanceen Perry LaTasha Colander LaTasha Jenkins                                      | Stati Uniti Squadra nazionale blue   | 29 aprile 2000    | Filadelfia, Stati Uniti d'America          |         |
| Staffetta 4×400 m                     | 3'15"51 | Denean Howard Diane Dixon Valerie Brisco-Hooks Florence Griffith-Joyner                          | Stati Uniti Squadra nazionale        | 1º ottobre 1988   | Seul, Corea del Sud                        |         |
| Staffetta 4×800 m                     | 8'00"62 | Chanelle Price Maggie Vessey Molly Ludlow Alysia Montaño                                         | Stati Uniti Squadra nazionale        | 3 maggio 2015     | Nassau, Bahamas                            |         |
| Staffetta 4×1 500 m                   | 16'27"02 | Colleen Quigley Elise Cranny Karissa Schweizer Shelby Houlihan                                   | Stati Uniti Nike/Bowerman Track Club | 31 luglio 2020    | Portland, Stati Uniti d'America            |         |
| Staffetta su strada                   | 2h19'40" | Carmen Troncoso-Ayala Lori Hewig Sammie Gdowski Inge Schuurmans Ceci Plumer-St Geme Lucy Nusrala | Stati Uniti Squadra nazionale        | 16 aprile 1994    | Litochoro, Grecia                          |         |
| Staffetta mista (1200+400+800+1600 m) | 10'33"85(i) | Heather MacLean Kendall Ellis Roisin Willis Elinor Purrier St. Pierre                            | Stati Uniti Squadra nazionale        | 15 aprile 2022    | Boston, Stati Uniti d'America              |         |
| 100 m hs (v.)                         | Alto | Peso                                                                                             | 200 m (v.)                           | Lungo (v.)        | Giavellotto                                | 800 m   |
| 12"69 (+0,8 m/s)                      | 1,86 m | 15,80 m                                                                                          | 22"56 (+1,6 m/s)                     | 7,27 m (+0,7 m/s) | 45,66 m                                    | 2'08"51 |

### Misti
Statistiche aggiornate al 4 dicembre 2019.
| Specialità              | Prestazione | Atleta                                                     | Nazione                       | Data              | Luogo       |
| ----------------------- | ----------- | ---------------------------------------------------------- | ----------------------------- | ----------------- | ----------- |
| Staffetta 4×400 m mista | 3'09"34     | Wilbert London Allyson Felix Courtney Okolo Michael Cherry | Stati Uniti Squadra nazionale | 29 settembre 2019 | Doha, Qatar |

## Record NACAC indoor

### Maschili
Statistiche aggiornate al 13 marzo 2023.
| Specialità        | Prestazione | Atleta                                                     | Nazione                           | Data             | Luogo                                  |         |
| ----------------- | --- | ---------------------------------------------------------- | --------------------------------- | ---------------- | -------------------------------------- | ------- |
| 50 m piani        | 5"56(a) | Donovan Bailey                                             | Canada                            | 9 febbraio 1996  | Reno, Stati Uniti d'America            |         |
| 50 m piani        | 5"56 | Maurice Greene                                             | Stati Uniti                       | 13 febbraio 1999 | Los Angeles, Stati Uniti d'America     |         |
| 60 m piani        | 6"34(a) | Christian Coleman                                          | Stati Uniti                       | 18 febbraio 2018 | Albuquerque, Stati Uniti d'America     |         |
| 200 m piani       | 20"02 | Elijah Hall                                                | Stati Uniti                       | 10 marzo 2018    | College Station, Stati Uniti d'America |         |
| 400 m piani       | 44"52 | Michael Norman                                             | Stati Uniti                       | 10 marzo 2018    | College Station, Stati Uniti d'America |         |
| 800 m piani       | 1'44"21 | Donavan Brazier                                            | Stati Uniti                       | 13 febbraio 2021 | New York, Stati Uniti d'America        |         |
| 1 000 m piani     | 2'16"16 | Shane Streich                                              | Stati Uniti                       | 12 febbraio 2022 | Louisville, Stati Uniti d'America      |         |
| 1 500 m piani     | 3'33"22(+) | Yared Nuguse                                               | Stati Uniti                       | 11 febbraio 2023 | New York, Stati Uniti d'America        |         |
| Miglio            | 3'47"38 | Yared Nuguse                                               | Stati Uniti                       | 11 febbraio 2023 | New York, Stati Uniti d'America        |         |
| 3 000 m piani     | 7'28"24 | Yared Nuguse                                               | Stati Uniti                       | 27 gennaio 2023  | Boston, Stati Uniti d'America          |         |
| 5 000 m piani     | 12'51"61 | William Kincaid                                            | Stati Uniti                       | 27 gennaio 2023  | Boston, Stati Uniti d'America          |         |
| 50 m ostacoli     | 6"25 | Mark McKoy                                                 | Canada                            | 5 marzo 1986     | Kōbe, Giappone                         |         |
| 60 m ostacoli     | 7"29 | Grant Holloway                                             | Stati Uniti                       | 24 febbraio 2021 | Madrid, Spagna                         |         |
| 60 m ostacoli     | 7"29 | Grant Holloway                                             | Stati Uniti                       | 20 marzo 2022    | Belgrado, Serbia                       |         |
| Salto in alto     | 2,43 m | Javier Sotomayor                                           | Cuba                              | 4 marzo 1989     | Budapest, Ungheria                     |         |
| Salto con l'asta  | 6,05 m | Chris Nilsen                                               | Stati Uniti                       | 5 marzo 2022     | Rouen, Francia                         |         |
| Salto in lungo    | 8,79 m | Carl Lewis                                                 | Stati Uniti                       | 27 gennaio 1984  | New York, Stati Uniti d'America        |         |
| Salto triplo      | 17,83 m | Aliecer Urrutia                                            | Cuba                              | 1º marzo 1997    | Sindelfingen, Germania                 |         |
| Getto del peso    | 23,38 m | Ryan Crouser                                               | Stati Uniti                       | 18 febbraio 2023 | Pocatello, Stati Uniti d'America       |         |
| Eptathlon         | 6 645 punti | Ashton Eaton                                               | Stati Uniti                       | 10 marzo 2012    | Istanbul, Turchia                      |         |
| Eptathlon         | \| 60 m \| Lungo \| Peso \| Alto \| 60 m hs \| Asta \| 1000 m \| \| ---- \| ------ \| ------- \| ------ \| ------- \| ------ \| ------- \| \| 6"79 \| 8,16 m \| 14,56 m \| 2,03 m \| 7"68 \| 5,20 m \| 2'32"77 \| |                                                            |                                   |                  |                                        |         |
| Marcia 5 000 m    | 18'38"71 | Ernesto Canto                                              | Messico                           | 7 marzo 1987     | Indianapolis, Stati Uniti d'America    |         |
| Staffetta 4×200 m | 1'22"71 | Thomas Jefferson Kevin Little Antonio McKay Raymond Pierre | Stati Uniti Squadra nazionale     | 3 marzo 1991     | Glasgow, Regno Unito                   |         |
| Staffetta 4×400 m | 3'01"39 | Ilolo Izu Robert Grant Devin Dixon My'Lik Kerley           | Stati Uniti Texas A&M Aggies      | 10 marzo 2018    | College Station, Stati Uniti d'America |         |
| Staffetta 4×800 m | 7'11"30 | Joe McAsey Kyle Merber Chris Giesting Jesse Garn           | Stati Uniti Hoka NJ-NY Track Club | 25 febbraio 2018 | Boston, Stati Uniti d'America          |         |
| 60 m              | Lungo | Peso                                                       | Alto                              | 60 m hs          | Asta                                   | 1000 m  |
| 6"79              | 8,16 m | 14,56 m                                                    | 2,03 m                            | 7"68             | 5,20 m                                 | 2'32"77 |

### Femminili
Statistiche aggiornate al 13 marzo 2023.
| Specialità        | Prestazione | Atleta                                                        | Nazione                       | Data             | Luogo                              |
| ----------------- | --- | ------------------------------------------------------------- | ----------------------------- | ---------------- | ---------------------------------- |
| 50 m piani        | 6"00 | Merlene Ottey                                                 | Giamaica                      | 4 febbraio 1994  | Mosca, Russia                      |
| 60 m piani        | 6"94(a) | Aleia Hobbs                                                   | Stati Uniti                   | 18 febbraio 2023 | Albuquerque, Stati Uniti d'America |
| 60 m piani        | 6"94(a) | Julien Alfred                                                 | Saint Lucia                   | 11 marzo 2023    | Albuquerque, Stati Uniti d'America |
| 200 m piani       | 21"87 | Merlene Ottey                                                 | Giamaica                      | 13 febbraio 1993 | Liévin, Francia                    |
| 400 m piani       | 49"48(a) | Britton Wilson                                                | Stati Uniti                   | 11 marzo 2023    | Albuquerque, Stati Uniti d'America |
| 800 m piani       | 1'58"29 | Ajeé Wilson                                                   | Stati Uniti                   | 8 febbraio 2020  | New York, Stati Uniti d'America    |
| 1 000 m piani     | 2'33"75 | Lucia Stafford                                                | Canada                        | 28 gennaio 2023  | Boston, Stati Uniti d'America      |
| 1 500 m piani     | 3'59"98 | Regina Jacobs                                                 | Stati Uniti                   | 1º febbraio 2003 | Boston, Stati Uniti d'America      |
| Miglio            | 4'16"85 | Elinor Purrier                                                | Stati Uniti                   | 8 febbraio 2020  | New York, Stati Uniti d'America    |
| 3 000 m piani     | 8'25"05 | Alicia Monson                                                 | Stati Uniti                   | 11 febbraio 2023 | New York, Stati Uniti d'America    |
| 5 000 m piani     | 14'31"38 | Gabriela DeBues-Stafford                                      | Canada                        | 11 febbraio 2022 | Boston, Stati Uniti d'America      |
| 50 m ostacoli     | 6"67 | Jackie Joyner-Kersee                                          | Stati Uniti                   | 10 febbraio 1995 | Reno, Stati Uniti d'America        |
| 50 m ostacoli     | 6"67 | Michelle Freeman                                              | Giamaica                      | 13 febbraio 2000 | Liévin, Francia                    |
| 60 m ostacoli     | 7"70(a) | Sharika Nelvis                                                | Stati Uniti                   | 18 febbraio 2018 | Albuquerque, Stati Uniti d'America |
| 60 m ostacoli     | 7"70 | Kendra Harrison                                               | Stati Uniti                   | 3 marzo 2018     | Birmingham, Regno Unito            |
| Salto in alto     | 2,02 m | Chaunté Lowe                                                  | Stati Uniti                   | 26 febbraio 2012 | Albuquerque, Stati Uniti d'America |
| Salto con l'asta  | 5,02 m | Jennifer Suhr                                                 | Stati Uniti                   | 2 marzo 2013     | Albuquerque, Stati Uniti d'America |
| Salto in lungo    | 7,23 m | Brittney Reese                                                | Stati Uniti                   | 11 marzo 2012    | Istanbul, Turchia                  |
| Salto triplo      | 15,12 m(a) | Jasmine Moore                                                 | Stati Uniti                   | 11 marzo 2023    | Albuquerque, Stati Uniti d'America |
| Getto del peso    | 20,21 m | Michelle Carter                                               | Stati Uniti                   | 19 marzo 2016    | Portland, Stati Uniti d'America    |
| Getto del peso    | 20,21 m | Chase Ealey                                                   | Stati Uniti                   | 18 marzo 2022    | Belgrado, Serbia                   |
| Pentathlon        | 5 004 punti(a) | Anna Hall                                                     | Stati Uniti                   | 16 febbraio 2023 | Albuquerque, Stati Uniti d'America |
| Pentathlon        | \| 60 m hs \| Alto \| Peso \| Lungo \| 800 m \| \| ------- \| ------ \| ------- \| ------ \| ------- \| \| 8"04 \| 1,91 m \| 13,80 m \| 6,34 m \| 2'05"70 \| |                                                               |                               |                  |                                    |
| Marcia 3 000 m    | 12'20"79 | Debbi Lawrence                                                | Stati Uniti                   | 12 marzo 1993    | Toronto, Canada                    |
| Staffetta 4×200 m | 1'32"67 | Kyra Jefferson Deajah Stevens Daina Harper Asha Ruth          | Stati Uniti Squadra nazionale | 27 gennaio 2018  | New York, Stati Uniti d'America    |
| Staffetta 4×400 m | 3'23"85 | Quanera Hayes Georganne Moline Shakima Wimbley Courtney Okolo | Stati Uniti Squadra nazionale | 4 marzo 2018     | Birmingham, Regno Unito            |
| Staffetta 4×800 m | 8'05"89 | Chrishuna Williams Raevyn Rogers Charlene Lipsey Ajeé Wilson  | Stati Uniti Squadra nazionale | 3 febbraio 2018  | New York, Stati Uniti d'America    |
| 60 m hs           | Alto | Peso                                                          | Lungo                         | 800 m            |                                    |
| 8"04              | 1,91 m | 13,80 m                                                       | 6,34 m                        | 2'05"70          |                                    |